# Тальха
Та́льха (Талха) — город в Египте, расположен в губернаторстве Дакахлия, на противоположном берегу Нила от города Эль-Мансура. Население 157 737 жителей. Город делится на районы: Старый Рынок, Эль-Маалямейн, Эр-Роуда Эль-Шарифа, Таксим Амру Юнис, Район Клубов, Город Удобрений, Колония, Тоннель и Эль-Мухандисин. Доля неграмотных в возрасте старше 15 лет — 43 %.